# WWE United Kingdom Championship Special
United Kingdom Championship Special – gala wrestlingu wyprodukowana przez federację WWE. Gala została sfilmowana 7 maja 2017 roku i wyemitowana 19 maja wyłącznie na WWE Network. Gala odbyła się w Epic Studios w Norwich w Anglii i obejmowało udział zawodników z brytyjskiego brandu WWE oraz programu 205 Live.

## Tło
15 grudnia 2016 w The O2 Arena Triple H ogłosił, że w następnym miesiącu WWE koronuje swojego inauguracyjnego mistrza WWE United Kingdom. Turniej mający na celu wyłonienie inauguracyjnego mistrza odbył się jako gala United Kingdom Championship Tournament, które odbyło się w ciągu dwóch dni w dniach 14 i 15 stycznia 2017 roku. Turniej i mistrzostwo wygrał Tyler Bate, który stał się wówczas najmłodszym wrestlerem, który zdobył singlowe mistrzostwo WWE w wieku 19 lat.
15 maja 2017 WWE ogłosiło kontynuację turnieju UK Championship, zatytułowaną „United Kingdom Championship Special”. Ogłoszono, że komentatorami wydarzenia będą Jim Ross i Nigel McGuinness. Wydarzenie zostało sfilmowane 7 maja i wyemitowane z opóźnieniem 19 maja wyłącznie na WWE Network. Odbyło się ono w Epic Studios w Norwich w Anglii i obejmowało udział zawodników z brytyjskiego brandu WWE oraz programu 205 Live.

## Wyniki
| Nr                                 | Wyniki                                                         | Stypulacje                                                        | Czas  |
| ---------------------------------- | -------------------------------------------------------------- | ----------------------------------------------------------------- | ----- |
| 1                                  | Wolfgang pokonał Josepha Connersa                              | Singles match                                                     | 11:00 |
| 2                                  | The Brian Kendrick i TJP pokonali Dana Moloneya i Richa Swanna | Tag team match                                                    | 11:30 |
| 3                                  | Pete Dunne pokonał Trenta Sevena                               | Singles match o miano pretendenta WWE United Kingdom Championship | 15:55 |
| 4                                  | Tyler Bate (c) pokonał Marka Andrewsa                          | Singles match o WWE United Kingdom Championship                   | 24:20 |
| (c) – mistrz/mistrzyni przed walką |                                                                |                                                                   |       |